# Гокан Геллстром
Гокан Ґеорґ Геллстром (швед. Håkan Georg Hellström; нар. 2 квітня 1974, Гетеборг) — шведський музикант.

## Біографія
Геллстром був учасником шведського інді-поп-гурту Broder Daniel з 1988 року, де грав на ударних, потім у 1997 році приєднався до шведського альтернативного рок-гурта Honey Is Cool.
1997 року знову повернувся до Broder Daniel, але вже як басист.
Став відомим у Швеції 2000 року з піснею «Känn ingen sorg för mig Göteborg» та однойменним альбомом.
2003 року покинув гурт, щоб повністю зосередитися на сольній кар'єрі.
На сьогодні він випустив десять студійних альбомів, вісім з яких зайняли перше місце в чарті шведських альбомів.

## Дискографія
- 2000 — Känn ingen sorg för mig Göteborg
- 2002 — Det är så jag säger det
- 2005 — Ett kolikbarns bekännelser
- 2006 — Nåt gammalt, nåt nytt, nåt lånat, nåt blått
- 2008 — För sent för Edelweiss
- 2010 — Två steg från Paradise
- 2013 — Det kommer aldrig va över för mig
- 2016 — Du gamla du fria
- 2018 — Illusioner
- 2020 — Rampljus